# 多治見市立市之倉中学校
多治見市立市之倉中学校（たじみしりつ いちのくらちゅうがっこう）は、岐阜県多治見市に存在した公立中学校。

## 概要
- 旧・土岐郡市之倉村の中学校であった。
- 1958年に多治見市立南ヶ丘中学校に統合され廃校。南ヶ丘中学校への統合は多治見市が強引に進めようとしたため、市之倉地区住民と育友会が反発。大きな混乱となった。

## 沿革
- 1947年（昭和22年）4月 - 土岐郡市之倉村に市之倉村立市之倉中学校として開校。校舎は市之倉小学校の第二校舎・第三校舎を使用する。
- 1951年（昭和26年）3月5日 - 市之倉村が多治見市に編入される。同時に多治見市立市之倉中学校に改称する。
- 1954年（昭和29年）
  - 3月 - 多治見市により、南ヶ丘中学校への統合が計画されるが、住民の反対により頓挫。
  - 4月 - 市之倉小学校が新築移転する[注釈 2]。市之倉中学校は旧・市之倉小学校の校地校舎を引き継ぐ。
- 1955年（昭和30年）
  - 2月1日 - 多治見市が、市之倉中学校を1955年4月1日に南ヶ丘中学校に統合することを発表する。これに対して市之倉中学校育友会が反発し、生徒を通学させない学校ストを決行する。授業ができないことにより学力低下を心配した教員有志により、生徒の自宅で補習授業を実施。
  - 　2月7日 - 多治見市と市之倉中学校育友会との間で話し合いが行われ、学校ストは中止となる。その後、中学校統合の話し合いが続けられる。
- 1958年（昭和33年）4月 - 南ヶ丘中学校に統合され廃校。